# دان برلین
دان برلین (به انگلیسی: Don R. Berlin) (زادهٔ ۱۸۹۸ - درگذشتهٔ ۱۹۸۲) یک مخترع، طراح هواپیماهای نظامی و عضو انجمن صنایع هوایی آمریکا بود. وی در طول دوران کاری خود طرح‌هایی ارائه داد و از برترین طرح‌های او که به تولید انبوه انجامید می‌توان به اس‌او۳سی سی‌مو، پی-۳۶ هاوک-هاوک ۷۵ و کورتیس پی۴۰ وارهاوک اشاره کرد.